# Nirgua
Nirgua è una città del Venezuela nello Stato di Yaracuy sede del comune omonimo. Nirgua è il comune più esteso (2.274 km²) e secondo per numero di abitanti dello Stato (quasi 37.000, che salgono ad oltre 49.000 se si considera l'intero territorio municipale). Si adagia su un altopiano situato nella Cordillera de la costa, fra i 798 e gli 880 msm. Presenta un clima tropicale di tipo umido, con temperature mitigate dall'altitudine e medie annue che ruotano attorno ai 22 °C. Le precipitazioni sono generalmente superiori ai 1.000. mm annui.
La città venne fondata nel 1624 dallo spagnolo Juan Menises y Padilla ad alcuni chilometri di distanza da quella che è l'ubicazione attuale (il trasferimento avvenne nel 1628). Nirgua conobbe, a partire dagli anni quaranta del Novecento, uno sviluppo demografico notevole, passando dai 4.284 abitanti del 1941 agli 11.918 del 1971 e ai 36.918 attuali (2007). Il municipio omonimo ha una popolazione complessiva di 51.261 ab. e si suddivide in tre parrocchie, quella di Nirgua, di Salom e Temerla, centri, questi ultimi, situati entrambi a una decina di km dalla sede municipale.
Fin da epoca coloniale la zona di Nirgua era nota per alcune importanti miniere d'oro, attualmente improduttive, e per le proprie piantagioni di canna da zucchero, caffè e mais, cui si sono aggiunti, negli ultimi decenni del XX secolo, gli agrumi. Negli anni trenta del Novecento acquistò una particolare importanza l'allevamento di polli e, successivamente, quello dei bovini (con una considerevole produzione di latte e derivati). Modesto lo sviluppo industriale (fabbriche alimentari e di mangimi). Particolarmente ricco è il sottosuolo del territorio municipale (nichel, argento e magnesio).